# Henvic
Henvic (en bretó Henvig) és un municipi francès, situat a la regió de Bretanya, al departament de Finisterre. L'any 2006 tenia 1.275 habitants.

## Demografia
| 1962                                       | 1968  | 1975  | 1982  | 1990  | 1999  |
| ------------------------------------------ | ----- | ----- | ----- | ----- | ----- |
| 1.420                                      | 1.216 | 1.145 | 1.222 | 1.265 | 1.174 |
| Des de 1962: població sense dobles comptes |       |       |       |       |       |

## Administració
| Període   | Identitat           | Partit |
| --------- | ------------------- | ------ |
| 2001-2008 | François Stephan    | UMP    |
| 2008-     | Annick Corre-Gillet |        |